# Футбольна асоціація Гани
Футбольна асоціація Гани (англ. Ghana Football Association) є керівним органом футболу в Гані, розташована в місті Аккрі.
Організація, що здійснює контроль і управління футболом в Гані. ФАГ заснована у 1957 році, вступила до КАФ та ФІФА у 1958 році. 1975 року стала членом-засновником Західноафриканського футбольного союзу. Асоціація організує діяльність та управляє національними збірними з футболу (чоловічою, жіночою, молодіжними). Під егідою асоціації проводяться чоловічий та жіночий чемпіонати Гани та багато інших змагань. Чоловіча збірна Гани 8 разів виходила у фінал Кубку африканських націй і чотири рази (1963, 1965, 1978, 1982) здобувала трофей. Жіноча збірна тричі виходила у фінал чемпіонату Африки з футболу серед жінок і ще тричі завойовувала третє місце.

## Президенти
- Містер. Охене-Д'ян 1957—1960
- Містер. Х. П. Нюаметей 1960—1966
- Нана Фредуа Менсах 1966—1970
- Містер. Генрі Д'яба 1970—1972
- Ген. Р. E. A. Котей 1972—1973
- Брю-Грейвс 1973—1975
- Джордж Лемпті 1975—1977
- Д. O. Ейсіамах 1977—1979
- Містер. I. R. Aboagye 1979
- Містер. Семюель Окіере 1979—1980
- Містер. С. K. Майну 1980—1982
- Містер. Зак Бентум 1982—1983
- Містер. Л. Аках-Єнсу 1983—1984
- Містер. Л. T. K. Каесар 1984
- Містер. E. O. Теє 1984—1986
- Містер. Семюель Окіере 1986—1990
- Містер. Awuah Nyamekye 1990—1992
- Містер. Джо Ларті 1992—1993
- Містер. Семюель Брю-Батлер 1993—1997
- M. Н. Д. Джавула 1997—2001
- Містер. Бенджамін Коуфі 2001—2003
- Dr. N. Ньяхо-Тамаклое 2004—2005
- Містер. Квесі Нйантекий 2005-